# 白金台駅
白金台駅（しろかねだいえき）は、東京都港区白金台四丁目にある、東京地下鉄（東京メトロ）・東京都交通局（都営地下鉄）の駅である。
東京メトロの南北線と、都営地下鉄の三田線の重複区間に位置する駅で、両路線の列車が乗り入れている。両社局の共同使用駅であり、駅業務は東京メトロが行っている。駅番号は南北線がN 02、三田線がI 02である。

## 歴史
- 2000年（平成12年）9月26日：開業[1][2]。
- 2004年（平成16年）4月1日：帝都高速度交通営団（営団地下鉄）民営化に伴い、南北線の駅は東京地下鉄（東京メトロ）に継承される[5]。
- 2007年（平成19年）3月18日：ICカード「PASMO」の利用が可能となる[6]。
- 2015年（平成27年）3月12日：発車メロディを変更[7]。

### 駅名の由来
「しろがねだいえき」と読まれる場合がある。しかし、当駅の正しい読み方は「しろかねだいえき」であり、濁音は付かない。
駅名そのものは普通に所在地に由来するが、当地区ではシロガネーゼの存在などもあり、もともと濁音を付けて読まれやすい傾向にはある。ただし、地名としての読みのほうも、正式には駅名と同じく濁音のないものとされている。
その経緯等に関して、詳しくは「白金 (東京都港区)」の項目も参照。

## 駅構造
相対式ホーム2面2線を有する地下駅。南北線においてこの形態のホームを有するのは、当駅と王子神谷駅のみである。当駅は東京メトロ南北線・都営三田線の2路線が駅設備・線路を共用しているが、施設の保有は東京メトロとなっている。隣の目黒駅は東急電鉄管轄駅のため、東京メトロ管轄駅としては当駅が最南端となる。
当駅のホーム中間部は世界初の着脱式泥水三連型駅シールド工法という特殊な工法で施工され、ホーム両端部のみ立坑を掘削して地上とホームを繋げた。これは地上を走る道路（目黒通り）の幅員が狭い上に、民家や商店が近接していることや隣接する国立科学博物館附属自然教育園へ流れる地下水への影響を最小限に抑えるために採用された工法である。着工前は元々開削工法で建設する予定であったが、自然教育園への影響を懸念した一部住民らが路線変更などを求める建設反対運動を展開していたため工法を変更した。
当駅両端部の立坑は、終端側（白金高輪寄り）は複線シールド機から三連型駅シールド機への改造基地として、始端側（目黒寄り）は三連型駅シールド機から複線シールド機への改造基地として使用した（シールド機は白金高輪方面→目黒方面へ進行）。立坑は延長約43 m、平均掘削幅25 m、平均掘削深さ34 mで、地下4層構造である。シールド機の改造基地として使用後は、駅施設や駅部および駅間のトンネル換気塔として使用している。
両端部の改札口への階段・エスカレーターは開放感を感じさせるため天井を高くとり、壁面はベージュ色を基調とし、一定間隔で中世ヨーロッパ風の竹を表現したデザインタイルを配置した。ホーム部の壁面は曲面加工の白色結晶化ガラスを使用し、天井部にはリブ付きクロスヴォールトをイメージした装飾を施した。2番出口側改札内の壁面にはパブリックアート「白金春秋」（原画・監修：大津英敏・協賛：八芳園）が、各ホームの壁面（7か所ずつ）には「窓/白金台の四季・光・風」（協賛：八芳園）が設置されている。
自動券売機は東京メトロ線用と都営地下鉄線用の2種類のものが設置されている。ただし、白金高輪駅・目黒駅への乗車券購入は東京メトロ線用と都営地下鉄線用の双方とも利用できる。東京メトロのみ領収書が発行可能である。また、都営地下鉄線用自動券売機ではPASMOまたはSuicaへのチャージができる。
早朝夜間の間の2番出口改札係員は不在で、インターホンを使用しての駅事務室係員対応となっている。
出口は外苑西通り（プラチナ通り）方面の1番出口と日吉坂・八芳園方面の2番出口があり、それぞれ独立している。23時から翌朝6時までの間は1番出口は閉鎖され、2番出口のみの営業となる。
当駅は合計22台のエスカレーターが設置されている。ホームは地下4階にあり、駅中心部における地表からレール面までの深さは28.3 mで、地表からホーム面までの深さは27.2 mである。南北線全駅では後楽園駅（深さ37.5 m）、白金高輪駅（レール面まで 29.8 m・ホーム面まで 28.7 m）に次いで3番目に深い。東京地下鉄全駅では10番目に深く、偶然だが都営地下鉄全駅でも10番目に深い（都営地下鉄大江戸線#駅の深さも参照）。

### のりば
| 番線 | 路線              | 行先                   |
| ---- | ----------------- | ---------------------- |
| 1    | 南北線            | 赤羽岩淵・浦和美園方面 |
| 1    | 都営三田線        | 西高島平方面           |
| 2    | 南北線 都営三田線 | 目黒方面               |

（出典：東京メトロ:駅構内図・都営地下鉄:駅構内図）

### 発車メロディ
開業時から吉村弘作曲の南北線・三田線全駅共通の発車メロディ（発車サイン音）を使用していたが、2015年3月12日にスイッチ制作の当駅オリジナルのメロディに変更されている。
曲は1番線が「銀のしずく」、2番線が「テラコッタ」（いずれも福嶋尚哉作曲）である。

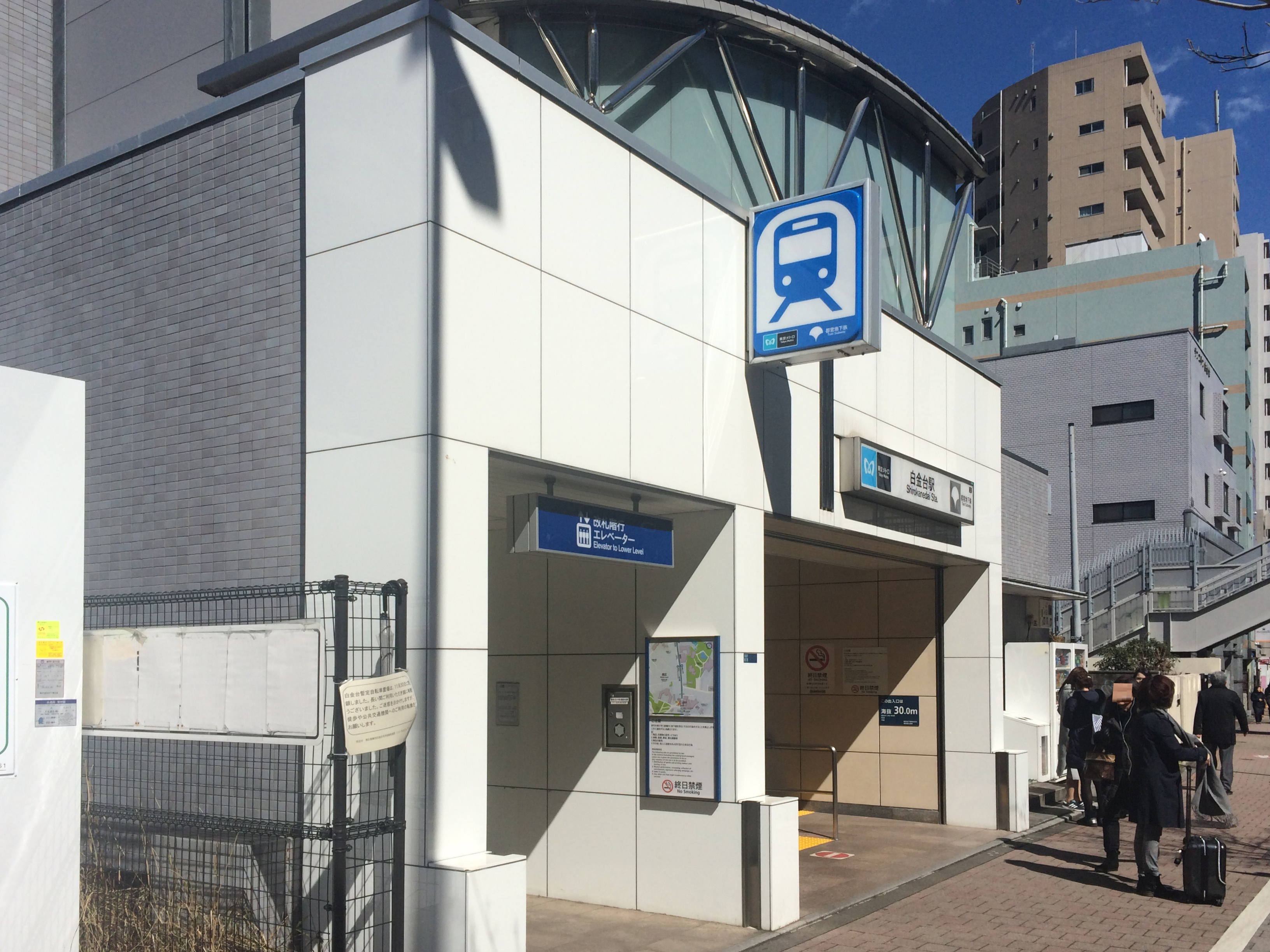
2番出入口（2017年3月）
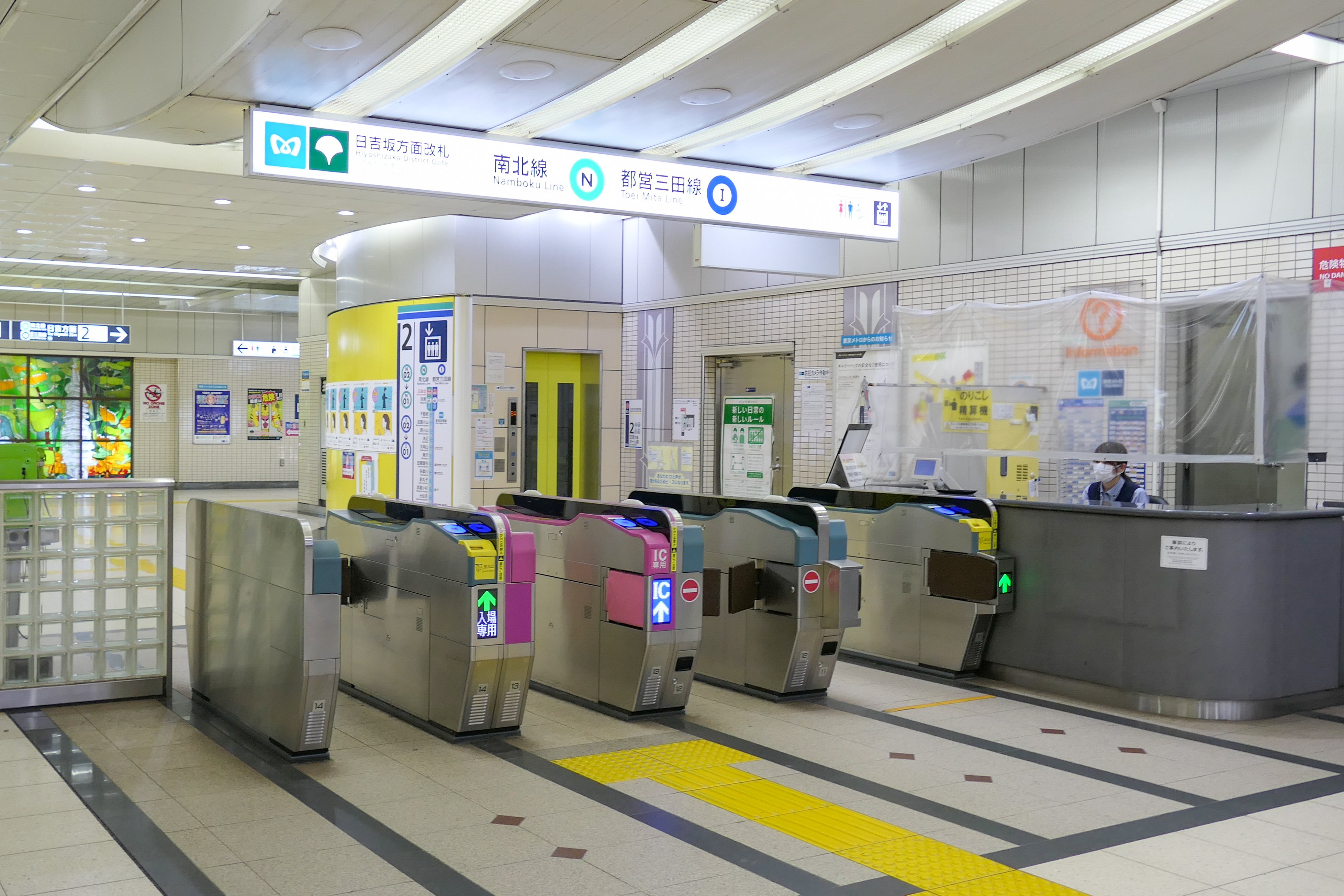
日吉坂方面改札（2022年5月）
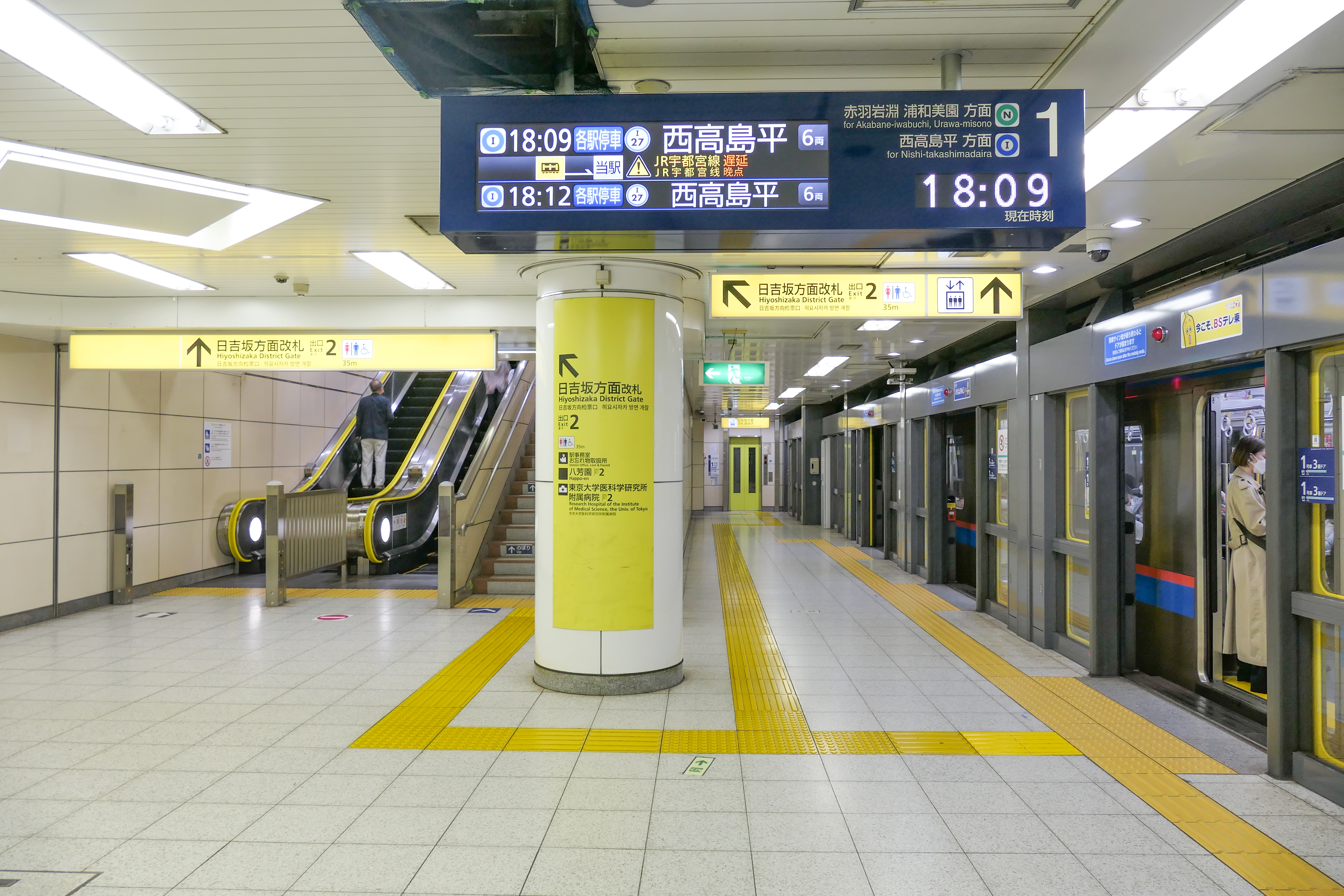
1番線ホーム（2022年5月）
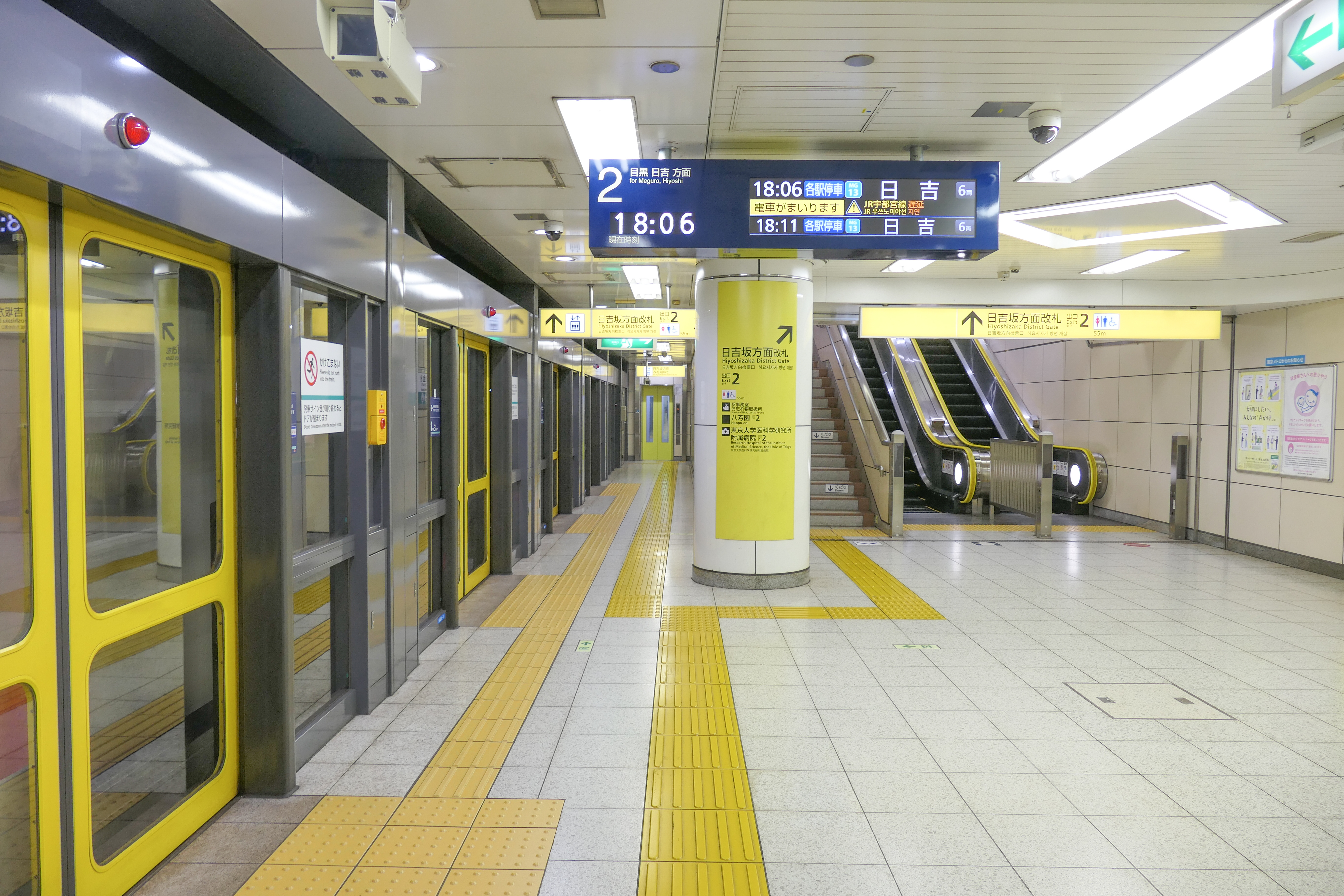
2番線ホーム（2022年5月）

## 利用状況
- 東京メトロ - 2024年度の1日平均乗降人員は16,791人である[メトロ 1]。
目黒駅、東急目黒線方面の乗降人員を含む値である。
- 都営地下鉄 - 2023年度の1日平均乗降人員は9,663人（乗車人員：4,535人、降車人員：5,128人）である[都交 1]。

### 年度別1日平均乗降人員
開業以来の1日平均乗降人員は下表の通り。
| 年度               | 営団 / 東京メトロ | 営団 / 東京メトロ | 都営地下鉄       | 都営地下鉄 | 出典         | 出典       |
| 年度               | 1日平均 乗降人員  | 増加率            | 1日平均 乗降人員 | 増加率     | メトロ       | 交通局     |
| ------------------ | ----------------- | ----------------- | ---------------- | ---------- | ------------ | ---------- |
| 2002年（平成14年） | 9,016             |                   |                  |            |              |            |
| 2003年（平成15年） | 10,300            | 14.2%             | 7,838            | 7.7%       |              |            |
| 2004年（平成16年） | 11,241            | 9.1%              | 8,138            | 3.8%       |              |            |
| 2005年（平成17年） | 12,308            | 9.5%              | 8,585            | 5.5%       |              |            |
| 2006年（平成18年） | 12,649            | 2.8%              | 9,200            | 7.2%       |              |            |
| 2007年（平成19年） | 14,535            | 14.9%             | 9,082            | −1.3%      |              |            |
| 2008年（平成20年） | 15,174            | 4.4%              | 9,161            | 0.9%       |              |            |
| 2009年（平成21年） | 15,372            | 1.3%              | 9,426            | 2.9%       |              |            |
| 2010年（平成22年） | 15,518            | 0.9%              | 9,499            | 0.8%       |              |            |
| 2011年（平成23年） | 15,245            | −1.8%             | 9,262            | −2.5%      |              |            |
| 2012年（平成24年） | 15,543            | 2.0%              | 9,544            | 3.0%       |              |            |
| 2013年（平成25年） | 16,426            | 5.7%              | 9,965            | 4.4%       |              |            |
| 2014年（平成26年） | 16,730            | 1.9%              | 10,129           | 1.6%       |              |            |
| 2015年（平成27年） | 17,405            | 4.0%              | 10,415           | 2.8%       |              |            |
| 2016年（平成28年） | 17,969            | 3.2%              | 10,668           | 2.4%       |              |            |
| 2017年（平成29年） | 18,193            | 1.2%              | 10,819           | 1.4%       |              |            |
| 2018年（平成30年） | 18,086            | −0.6%             | 10,875           | 0.5%       | [ メトロ 2 ] | [ 都交 2 ] |
| 2019年（令和元年） | 17,677            | −2.3%             | 10,663           | −1.9%      | [ メトロ 3 ] | [ 都交 3 ] |
| 2020年（令和02年） | 11,311            | −36.0%            | 6,895            | −35.3%     | [ メトロ 4 ] | [ 都交 4 ] |
| 2021年（令和03年） | 12,946            | 14.5%             | 7,707            | 11.8%      | [ メトロ 5 ] | [ 都交 5 ] |
| 2022年（令和04年） | 14,772            | 14.1%             | 8,727            | 13.2%      | [ メトロ 6 ] | [ 都交 6 ] |
| 2023年（令和05年） | 16,112            | 9.1%              | 9,663            | 10.7%      | [ メトロ 7 ] | [ 都交 1 ] |
| 2024年（令和06年） | 16,791            | 4.2%              |                  |            | [ メトロ 1 ] |            |

### 年度別1日平均乗車人員
開業以来の1日平均乗車人員推移は下表の通り。
| 年度               | 1日平均 乗降人員 | 1日平均 乗車人員 | 出典          | 出典       |
| 年度               | 1日平均 乗降人員 | 1日平均 乗車人員 | 東京都        | 交通局     |
| ------------------ | ---------------- | ---------------- | ------------- | ---------- |
| 2000年（平成12年） | 3,551            | 2,449            | [ 都統計 1 ]  |            |
| 2001年（平成13年） | 4,238            | 3,195            | [ 都統計 2 ]  |            |
| 2002年（平成14年） | 4,622            | 3,523            | [ 都統計 3 ]  |            |
| 2003年（平成15年） | 5,298            | 3,784            | [ 都統計 4 ]  |            |
| 2004年（平成16年） | 5,458            | 3,937            | [ 都統計 5 ]  |            |
| 2005年（平成17年） | 6,104            | 4,153            | [ 都統計 6 ]  |            |
| 2006年（平成18年） | 6,326            | 4,447            | [ 都統計 7 ]  |            |
| 2007年（平成19年） | 7,429            | 4,243            | [ 都統計 8 ]  |            |
| 2008年（平成20年） | 7,863            | 4,192            | [ 都統計 9 ]  |            |
| 2009年（平成21年） | 7,962            | 4,268            | [ 都統計 10 ] |            |
| 2010年（平成22年） | 8,036            | 4,299            | [ 都統計 11 ] |            |
| 2011年（平成23年） | 7,858            | 4,197            | [ 都統計 12 ] |            |
| 2012年（平成24年） | 8,058            | 4,318            | [ 都統計 13 ] |            |
| 2013年（平成25年） | 8,501            | 4,533            | [ 都統計 14 ] |            |
| 2014年（平成26年） | 8,611            | 4,636            | [ 都統計 15 ] |            |
| 2015年（平成27年） | 8,948            | 4,784            | [ 都統計 16 ] |            |
| 2016年（平成28年） | 9,219            | 4,913            | [ 都統計 17 ] |            |
| 2017年（平成29年） | 9,329            | 5,011            | [ 都統計 18 ] |            |
| 2018年（平成30年） | 9,271            | 5,057            | [ 都統計 19 ] | [ 都交 2 ] |
| 2019年（令和元年） | 9,041            | 4,980            | [ 都統計 20 ] | [ 都交 3 ] |
| 2020年（令和02年） |                  | 3,243            |               | [ 都交 4 ] |
| 2021年（令和03年） |                  | 3,609            |               | [ 都交 5 ] |
| 2022年（令和04年） |                  | 4,074            |               | [ 都交 6 ] |
| 2023年（令和05年） |                  | 4,535            |               | [ 都交 1 ] |

備考
1. 1 2  2000年9月26日開業。開業日から翌年3月31日までの計187日間を集計したデータ。

## 駅周辺
- 明治学院大学 白金キャンパス
- 明治学院高等学校
- 東京大学医科学研究所
  - 東京大学医科学研究所附属病院
- 八芳園
- 目黒通り（東京都道312号白金台町等々力線）
- プラチナ通り（外苑西通り）（東京都道418号北品川四谷線）
- プラチナドン・キホーテ 白金台店
- いなげや白金台店
- 国立科学博物館附属自然教育園
- 東京都庭園美術館
- 港区白金台児童館・港区白金台いきいきプラザ
- 駐日エリトリア大使館
- 駐日エチオピア大使館
- 台北駐日経済文化代表処
- 港白金台郵便局
- シェラトン都ホテル東京
- 松岡美術館
- 最正山覚林寺（清正公）
- 旧国立公衆衛生院・港区立郷土資料館

## バス路線
最寄りのバス停は白金台駅前停留所である。都営バスおよび東急バスの路線が乗り入れている。
- 都営バス
  - 品93：大井競馬場前行・品川車庫前行・都立産業技術高専品川キャンパス前行 / 目黒駅前行[25]
- 東急バス
  - 東98：東京駅南口行 / 清水行・等々力操車所行

このほか、シェラトン都ホテル東京に東京空港交通（リムジンバス）の羽田空港行、成田空港行が発着している。

## 隣の駅
東京地下鉄（東京メトロ）・東京都交通局（都営地下鉄）
 南北線・ 都営三田線
目黒駅 (I 01・N 01) - 白金台駅 (I 02・N 02) - 白金高輪駅 (I 03・N 03)

#### 利用状況に関する出典
地下鉄の統計データ
1. ↑  レポート - 関東交通広告協議会
2. ↑  東京都統計年鑑 - 東京都
3. ↑  行政資料集 - 港区

東京地下鉄の1日平均利用客数
1. 1 2 3  “各駅の乗降人員ランキング”.   東京地下鉄. 2025年6月23日時点のオリジナルよりアーカイブ。2025年6月27日閲覧。
2. ↑  “各駅の乗降人員ランキング(2018年度)”.   東京地下鉄. 2020年8月1日時点のオリジナルよりアーカイブ。2025年3月21日閲覧。
3. ↑  “各駅の乗降人員ランキング(2018年度)”.   東京地下鉄. 2021年7月25日時点のオリジナルよりアーカイブ。2025年3月21日閲覧。
4. ↑  “各駅の乗降人員ランキング(2020年度)”.   東京地下鉄. 2022年11月8日時点のオリジナルよりアーカイブ。2023年6月27日閲覧。
5. ↑  “各駅の乗降人員ランキング(2021年度)”.   東京地下鉄. 2023年7月27日時点のオリジナルよりアーカイブ。2023年6月27日閲覧。
6. ↑  “各駅の乗降人員ランキング(2022年度)”.   東京地下鉄. 2024年7月24日時点のオリジナルよりアーカイブ。2024年6月24日閲覧。
7. ↑  “各駅の乗降人員ランキング(2023年度)”.   東京地下鉄. 2025年6月27日閲覧。

東京都交通局 各駅乗降人員
1. 1 2 3 4  「II 高速電車事業」『令和5年度 運輸統計年報』（PDF）（レポート）東京都交通局。オリジナルの2025年1月25日時点におけるアーカイブ。2025年1月29日閲覧。
2. 1 2  「II 高速電車事業」『平成30年度 運輸統計年報』（PDF）（レポート）東京都交通局。オリジナルの2024年3月29日時点におけるアーカイブ。2025年2月8日閲覧。
3. 1 2  「II 高速電車事業」『令和元年度 運輸統計年報』（PDF）（レポート）東京都交通局。オリジナルの2024年7月10日時点におけるアーカイブ。2025年2月8日閲覧。
4. 1 2  「II 高速電車事業」『令和2年度 運輸統計年報』（PDF）（レポート）東京都交通局。オリジナルの2022年7月22日時点におけるアーカイブ。2025年1月29日閲覧。
5. 1 2  「II 高速電車事業」『令和3年度 運輸統計年報』（PDF）（レポート）東京都交通局。オリジナルの2023年11月3日時点におけるアーカイブ。2025年1月29日閲覧。
6. 1 2  「II 高速電車事業」『令和4年度 運輸統計年報』（PDF）（レポート）東京都交通局。オリジナルの2023年11月3日時点におけるアーカイブ。2023年11月3日閲覧。

東京都統計年鑑
1. ↑  東京都統計年鑑（平成12年）
2. ↑  東京都統計年鑑（平成13年）
3. ↑  東京都統計年鑑（平成14年）
4. ↑  東京都統計年鑑（平成15年）
5. ↑  東京都統計年鑑（平成16年）
6. ↑  東京都統計年鑑（平成17年）
7. ↑  東京都統計年鑑（平成18年）
8. ↑  東京都統計年鑑（平成19年）
9. ↑  東京都統計年鑑（平成20年）
10. ↑  東京都統計年鑑（平成21年）
11. ↑  東京都統計年鑑（平成22年）
12. ↑  東京都統計年鑑（平成23年）
13. ↑  東京都統計年鑑（平成24年）
14. ↑  東京都統計年鑑（平成25年）
15. ↑  東京都統計年鑑（平成26年）
16. ↑  東京都統計年鑑（平成27年）
17. ↑  東京都統計年鑑（平成28年）
18. ↑  東京都統計年鑑（平成29年）
19. ↑  東京都統計年鑑（平成30年）
20. ↑  東京都統計年鑑（平成31年・令和元年）